# Cheneya irrufata
Cheneya irrufata är en fjärilsart som beskrevs av Paul Dognin 1911. Cheneya irrufata ingår i släktet Cheneya och familjen silkesspinnare. Inga underarter finns listade i Catalogue of Life.